# Línia 6 de l'autobús urbà de Girona
La línia L6 o línia Sant Julià de Ramis - Sarrià de Ter - Girona - Vila-Roja, és una línia d'autobús urbà regular de la ciutat de Girona integrada a la Zona 1 de l'ATM de l'Àrea de Girona, gestionada per l'empresa TEISA. Aquesta uneix Girona, Sarrià de Ter i Sant Julià de Ramis, travessant les ciutats d'est a nord.

## Horaris
| L6                  | Primer servei | Primer servei          | Darrer servei | Darrer servei          |
| L6                  | A: Vila-Roja  | A: Sant Julià de Ramis | A: Vila-Roja  | A: Sant Julià de Ramis |
| Feiners             | 06:30         | 07:03                  | 21:00         | 21:34                  |
| Dissabtes i Agost   | 06:30         | 07:03                  | 21:30         | 22:03                  |
| Diumenges i Festius | 09:43         | 10:00                  | 20:29         | 21:00                  |

## Recorregut i parades
| Codi  | Parada                                        | Correspondència            |
| ----- | --------------------------------------------- | -------------------------- |
|       | NIIa - Hostal Les Claus (Sant Julià de Ramis) |                            |
|       | Biblioteca (Sarrià de Ter)                    |                            |
|       | Pont de l'Aigua, dir. Girona (Sarrià de Ter)  |                            |
|       | C/ Mn. Pere Rabat (Pont Major)                |                            |
|       | Pg. Joan Bosco - C/ J. M. Casero (Pont Major) |                            |
|       | Pg. Joan Bosco - Farmàcia (Pont Major)        |                            |
|       | Pg. Joan Bosco - Salesians (Pont Major)       |                            |
|       | C/ Pedret, 95                                 |                            |
|       | C/ Pedret (Centre Cívic)                      |                            |
|       | C. Palafrugell                                |                            |
| 15204 | Av. Ramon Folch, 9                            | L-1 L-2 L-5 L-11 L-12 L-16 |
| 15116 | Pl. U d'Octubre de 2017                       | L-1 L-2 L-5 L-11           |
| 15174 | Pl. Pompeu Fabra - Generalitat                | L-1 L-7 L-11               |
| 15085 | Pg. General Mendoza - Pl. del Lleó            | L-1 L-11                   |
|       | C/ Carme - C/ Vista Alegre                    |                            |
|       | C/ Carme - Av. Lluís Pericot                  |                            |
|       | C/ Carme, 72                                  |                            |
|       | C/ Carme - J. de Chia                         |                            |
|       | Tanatori de Girona                            |                            |
|       | Cantre Cívi Onyar                             |                            |
|       | Font de la Pòlvora                            |                            |
|       | C/ Barranc                                    |                            |
|       | C/ Barranc - C/ Pineda                        |                            |
|       | Vila-Roja                                     |                            |

| Codi  | Parada                                         | Correspondència            |
| ----- | ---------------------------------------------- | -------------------------- |
|       | Vila-Roja                                      |                            |
|       | Vila-Roja - C/ Font                            |                            |
|       | Pujada 1r de Maig                              |                            |
|       | Cementiri                                      |                            |
|       | C/ Mas Ramada                                  |                            |
|       | C/ Carme - C/ Julià de Chia                    |                            |
|       | C/ Carme - C/ Olivera                          |                            |
|       | C/ Carme - C/ Vista Alegre                     |                            |
|       | C/ Carme - Pujada de Les Pedreres              |                            |
|       | Av. St. Francesc, 4                            | L-7 L-11                   |
| 15115 | Gran Via Jaume I - C/ Nou                      | L-1 L-2 L-5 L-11           |
| 15203 | Av. Ramon Folch, 4 (Jutjats)                   | L-1 L-2 L-5 L-11 L-12 L-16 |
| 15102 | C/ Palamós, 1                                  | L-1                        |
|       | C/ Pedret, 110 (Pedret)                        |                            |
|       | C/ Pedret - Centre Cívic (Pedret)              |                            |
|       | C/ Pedret, 162 (Pedret)                        |                            |
|       | C/ Pedret - Gasolinera (Pedret)                |                            |
|       | Pg. Joan Bosco - C/ Riera Camaret (Pont Major) |                            |
|       | Pg. Joan Bosco - C/ Gomera (Pont Major)        |                            |
|       | C/ del Pont Major, 62 (Pont Major)             |                            |
|       | Pont de l'Aigua, dir. Sarrià (Sarrià de Ter)   |                            |
|       | Ajuntament (Sarrià de Ter)                     |                            |
|       | C/ Major, 166 (Sarrià de Ter)                  |                            |
|       | NIIa - Hostal Les Claus (Sant Julià de Ramis)  | L-16                       |